# Lista de obras de Agatha Christie
A autora britânica Agatha Christie foi uma das mais conhecidas escritoras no mundo por seus melhores romances policiais e histórias de suspense e mistério.
- Livros e histórias, sendo:
  - 40 livros e histórias: Hercule Poirot.[1]
  - 14 livros e histórias: Miss Marple.[2]
  - 5 livros: Tommy e Tuppence.[3][4]
  - 8 livros e histórias: Arthur Hastings (com Hercule Poirot).
  - 5 livros: Superintendente Battle.
  - 1 livro e histórias: Parker Pyne.
  - 1 livro e histórias: Mr. Harley Quin
- 6 novelas de romance.
- 24 obras de teatro, dos quais:
  - 12 foram feitas com base em seus livros.
  - 4 foram representadas após a sua morte.

As obras de Agatha Christie do "Middle Period" (representando os anos de 1934 a 1946) são muitas vezes considerados como as melhores obras de Agatha Christie.

## Romances e contos
| Título original                                                                                            | Título no Brasil                                                            | Título em Portugal                                         | Detetive (s)                                                                  | Ano* |
| --- | --------------------------------------------------------------------------- | ---------------------------------------------------------- | ----------------------------------------------------------------------------- | ---- |
| The Mysterious Affair at Styles                                                                            | O Misterioso Caso de Styles                                                 | O Misterioso Caso de Styles                                | Hercule Poirot Arthur Hastings Chief Inspector Japp                           | 1920 |
| The Secret Adversary                                                                                       | O Inimigo Secreto                                                           | O Adversário Secreto                                       | Tommy e Tuppence                                                              | 1922 |
| The Murder on the Links                                                                                    | Assassinato no Campo de Golfe                                               | Crime no Campo de Golfe                                    | Hercule Poirot Arthur Hastings                                                | 1923 |
| Poirot Investigates (11 contos - Grã-Bretanha; 14 contos - EUA)                                            | Poirot Investiga                                                            | As Investigações de Poirot                                 | Hercule Poirot Arthur Hastings                                                | 1924 |
| The Man in the Brown Suit                                                                                  | O Homem do Terno Marrom                                                     | O Homem do Fato Castanho                                   | Anne Beddingfeld                                                              | 1924 |
| The Secret of Chimneys                                                                                     | O Segredo de Chimneys                                                       | O Segredo de Chimneys                                      | Anthony Cade Superintendente Battle                                           | 1925 |
| The Murder of Roger Ackroyd                                                                                | O Assassinato de Roger Ackroyd                                              | O Assassinato de Roger Ackroyd                             | Hercule Poirot                                                                | 1926 |
| The Big Four                                                                                               | Os Quatro Grandes                                                           | Os Quatro Grandes                                          | Hercule Poirot Arthur Hastings Chief Inspector Japp                           | 1927 |
| The Mystery of the Blue Train                                                                              | O Mistério do Trem Azul                                                     | O Mistério do Comboio Azul                                 | Hercule Poirot                                                                | 1928 |
| The Seven Dials Mystery                                                                                    | O Mistério dos Sete Relógios                                                | O Mistério dos Sete Relógios                               | Eileen Brent ("Bundle") Jimmy Thesiger Bill Eversleigh Superintendente Battle | 1929 |
| Partners in Crime (15 contos)                                                                              | Sócios no Crime                                                             | O Homem que era o nº 16                                    | Tommy e Tuppence                                                              | 1929 |
| The Mysterious Mr. Quin (12 contos)                                                                        | O Misterioso Sr. Quin                                                       | O Misterioso Mr. Quin                                      | Mr. Quin Mr. Satterthwaite                                                    | 1930 |
| The Murder at the Vicarage                                                                                 | Assassinato na Casa do Pastor                                               | Crime no Vicariato                                         | Miss Marple Leonard Clement                                                   | 1930 |
| Behind the Screen (com outros autores)                                                                     | O Cadáver Atrás do Biombo                                                   | Atrás do Biombo                                            |                                                                               | 1930 |
| The Scoop (com outros autores)                                                                             | Um Furo Jornalístico                                                        | A «Caixa»                                                  |                                                                               | 1931 |
| The Floating Admiral (com outros autores)                                                                  | A Morte do Almirante                                                        | Quem matou o almirante?                                    |                                                                               | 1931 |
| The Sittaford Mystery                                                                                      | O Mistério de Sittaford                                                     | O Mistério de Sittaford                                    | Emily Trefusis Charles Enderby Inspetor Narracott                             | 1931 |
| Peril at End House                                                                                         | A Casa do Penhasco                                                          | Perigo na Casa do Fundo                                    | Hercule Poirot Arthur Hastings Chief Inspector Japp                           | 1932 |
| The Thirteen Problems (13 contos)                                                                          | Os Treze Enigmas                                                            | Os Treze Problemas / Os Treze Enigmas                      | Miss Marple                                                                   | 1932 |
| Lord Edgware Dies                                                                                          | Treze à Mesa                                                                | A Morte de Lorde Edgware                                   | Hercule Poirot Arthur Hastings Chief Inspector Japp                           | 1933 |
| The Hound of Death and Other Stories (12 contos)                                                           | O Cão da Morte                                                              | O Cão da Morte                                             |                                                                               | 1933 |
| Murder on the Orient Express                                                                               | Assassinato no Expresso Oriente                                             | Um Crime no Expresso Oriente                               | Hercule Poirot                                                                | 1934 |
| The Listerdale Mystery (10 contos)                                                                         | O Mistério de Listerdale                                                    | O Mistério de Listerdale                                   |                                                                               | 1934 |
| Why Didn't They Ask Evans?                                                                                 | Por que não Pediram a Evans?                                                | Perguntem a Evans / Porque não Pediram a Evans?            | Bobby Jones Frankie Derwent                                                   | 1934 |
| Parker Pyne Investigates (12 contos)                                                                       | O Detetive Parker Pyne                                                      | Parker Pyne Investiga                                      | Parker Pyne                                                                   | 1934 |
| Three Act Tragedy                                                                                          | Tragédia em Três Atos                                                       | Tragédia em Três Actos                                     | Charles Cartwright Hercule Poirot Mr. Satterthwaite Hermione Lytton-Gore      | 1934 |
| Death in the Clouds                                                                                        | Morte nas Nuvens                                                            | Morte nas Nuvens                                           | Hercule Poirot Chief Inspector Japp                                           | 1935 |
| The A.B.C. Murders                                                                                         | Os Crimes ABC                                                               | Os Crimes do ABC                                           | Hercule Poirot Arthur Hastings Inspetor Crome Chief Inspector Japp            | 1936 |
| Murder in Mesopotamia                                                                                      | Morte na Mesopotâmia                                                        | Assassínio na Mesopotâmia / Crime na Mesopotâmia           | Hercule Poirot                                                                | 1936 |
| Cards on the Table                                                                                         | Cartas na Mesa                                                              | Cartas na Mesa                                             | Hercule Poirot Coronel Race Superintendente Battle Ariadne Oliver             | 1936 |
| Murder in the Mews (4 novelas)                                                                             | Assassinato no Beco                                                         | Crime nos Estábulos                                        | Hercule Poirot                                                                | 1937 |
| Dumb Witness                                                                                               | Poirot Perde uma Cliente                                                    | Poirot Perde uma Cliente / Testemunha Muda                 | Hercule Poirot Arthur Hastings                                                | 1937 |
| Death on the Nile                                                                                          | Morte no Nilo                                                               | O Barco da Morte / Morte no Nilo                           | Hercule Poirot Coronel Race                                                   | 1937 |
| Appointment with Death                                                                                     | Encontro com a Morte                                                        | Morte entre as Ruínas / Encontro com a Morte               | Hercule Poirot                                                                | 1938 |
| Hercule Poirot's Christmas                                                                                 | O Natal de Poirot                                                           | O Natal de Poirot                                          | Hercule Poirot                                                                | 1938 |
| Murder Is Easy                                                                                             | É Fácil Matar                                                               | Matar é Fácil                                              | Luke Fitzwilliam Bridget Conway Superintendente Battle                        | 1939 |
| Ten Little Niggers / And Then There Were None (o primeiro título é o da Grã-Bretanha, e o segundo dos EUA) | E não sobrou nenhum (Anteriormente publicado como O Caso dos Dez Negrinhos) | Convite para a Morte / As Dez Figuras Negras               |                                                                               | 1939 |
| The Regatta Mystery and Other Stories (9 contos)                                                           | Um Acidente e Outras Histórias                                              | O Mistério da Regata e Outras Histórias                    | Hercule Poirot Miss Marple Parker Pyne                                        | 1939 |
| Sad Cypress                                                                                                | Cipreste Triste                                                             | Poirot Salva o Criminoso                                   | Hercule Poirot                                                                | 1940 |
| One, Two, Buckle My Shoe                                                                                   | Uma Dose Mortal                                                             | Os Crimes Patrióticos / O Enigma do Sapato                 | Hercule Poirot Chief Inspector Japp                                           | 1940 |
| Evil Under the Sun                                                                                         | Morte na Praia                                                              | As Férias de Poirot / Morte na Praia                       | Hercule Poirot Coronel Weston Inspetor Colgate                                | 1941 |
| N or M? | M ou N?                                                                     | Tempo de Espionagem / N ou M                               | Tommy e Tuppence                                                              | 1941 |
| The Body in the Library                                                                                    | Um Corpo na Biblioteca                                                      | Um Corpo na Biblioteca                                     | Miss Marple                                                                   | 1942 |
| Five Little Pigs                                                                                           | Os Cinco Porquinhos                                                         | Poirot Desvenda o Passado / Os Cinco Suspeitos             | Hercule Poirot                                                                | 1942 |
| The Moving Finger                                                                                          | A Mão Misteriosa                                                            | O Enigma das Cartas Anónimas                               | Jerry Burton Miss Marple                                                      | 1942 |
| Towards Zero                                                                                               | Hora Zero                                                                   | Contagem Zero / Na Hora H                                  | Superintendente Battle Inspector James Leach                                  | 1944 |
| Death Comes as the End                                                                                     | E no Final a Morte                                                          | Morrer não é o Fim / A Morte Não é o Fim                   | Hori                                                                          | 1944 |
| Sparkling Cyanide                                                                                          | Um Brinde de Cianureto                                                      | À Saúde da... Morte / Um Brinde à Morte                    | Anthony Browne George Barton Coronel Race                                     | 1945 |
| The Hollow                                                                                                 | A Mansão Hollow                                                             | Poirot, o Teatro e a Morte / Sangue na Piscina             | Hercule Poirot                                                                | 1946 |
| The Labours of Hercules (12 contos)                                                                        | Os Trabalhos de Hércules                                                    | Os Trabalhos de Hércules                                   | Hercule Poirot                                                                | 1947 |
| Taken at the Flood                                                                                         | Seguindo a Correnteza                                                       | Arrastado na Torrente / Maré de Sorte                      | Hercule Poirot                                                                | 1948 |
| The Witness for the Prosecution and Other Stories (11 contos - só EUA)                                     | Testemunha de Acusação e Outras Histórias                                   | Testemunha de Acusação e Outras Histórias                  | Hercule Poirot                                                                | 1948 |
| Crooked House                                                                                              | A Casa Torta                                                                | A Última Razão do Crime / A Casa Torta                     | Charles Hayward Josephine Leonides Inspetor Taverner                          | 1949 |
| A Murder Is Announced                                                                                      | Convite para um Homicídio                                                   | Participa-se um Crime / Anúncio de um Crime                | Miss Marple Inspetor Craddock                                                 | 1950 |
| Three Blind Mice and Other Stories (9 contos - só EUA)                                                     | Os Três Ratos Cegos e Outras Histórias                                      | A Ratoeira (ou Três Ratos Cegos) e Outras histórias        | Miss Marple Hercule Poirot                                                    | 1950 |
| They Came to Baghdad                                                                                       | Aventura em Bagdá                                                           | Encontro em Bagdade / Intriga em Bagdade                   | Victoria Jones                                                                | 1951 |
| Mrs McGinty's Dead                                                                                         | A Morte da Sra. McGinty                                                     | Poirot contra a Evidência / Mrs. McGinty está Morta        | Hercule Poirot Ariadne Oliver                                                 | 1952 |
| They Do It with Mirrors                                                                                    | Um Passe de Mágica                                                          | Jogo de Espelhos                                           | Miss Marple                                                                   | 1952 |
| After the Funeral                                                                                          | Depois do Funeral                                                           | Os Abutres                                                 | Hercule Poirot                                                                | 1953 |
| A Pocket Full of Rye                                                                                       | Cem Gramas de Centeio                                                       | Centeio que Mata / Um Punhado de Centeio                   | Miss Marple Inspetor Neele                                                    | 1953 |
| Destination Unknown                                                                                        | Um Destino Ignorado                                                         | Destino Desconhecido                                       | Hilary Craven Inspetor Jessop                                                 | 1954 |
| Hickory Dickory Dock                                                                                       | Morte na Rua Hickory                                                        | Poirot e os Erros da Dactilógrafa / Crime em Hickory Road  | Hercule Poirot                                                                | 1955 |
| Dead Man's Folly                                                                                           | A Extravagância do Morto                                                    | Poirot e o Jogo Macabro / Jogo Macabro                     | Hercule Poirot Ariadne Oliver Inspetor Bland                                  | 1956 |
| 4.50 from Paddington                                                                                       | A Testemunha Ocular do Crime                                                | O Estranho Caso da Velha Curiosa / O Comboio das 16h50     | Lucy Eyelesbarrow Miss Marple Inspetor Craddock                               | 1957 |
| Ordeal by Innocence                                                                                        | Punição para a Inocência                                                    | Cabo da Víbora / A Provação do Inocente                    | Arthur Cagalry Philip Durrant Inspetor Huish                                  | 1958 |
| Cat Among the Pigeons                                                                                      | Um Gato Entre os Pombos                                                     | Poirot e as Jóias do Príncipe                              | Adam Goodman Inspetor Kelsey Hercule Poirot                                   | 1959 |
| The Adventure of the Christmas Pudding (6 contos)                                                          | A Aventura do Pudim de Natal                                                | A Aventura do Pudim de Natal / A Aventura do Bolo de Natal | Hercule Poirot Miss Marple                                                    | 1960 |
| The Pale Horse                                                                                             | O Cavalo Amarelo                                                            | O Cavalo Pálido                                            | Mark Easterbrook Inspetor Lejeune                                             | 1961 |
| The Mirror Crack'd from Side to Side                                                                       | A Maldição do Espelho                                                       | O Espelho Quebrado                                         | Miss Marple Inspetor Craddock                                                 | 1962 |
| The Clocks                                                                                                 | Os Relógios                                                                 | Poirot e os 4 Relógios / Os Cinco Relógios                 | Colin Lamb Inspetor Hardcastle Hercule Poirot                                 | 1963 |
| A Caribbean Mystery                                                                                        | Mistério no Caribe                                                          | Mistério nas Caraíbas / O Mistério das Caraíbas            | Miss Marple                                                                   | 1964 |
| At Bertram's Hotel                                                                                         | O Caso do Hotel Bertram                                                     | Mistério em Hotel de Luxo / Crime no Hotel Bertram         | Miss Marple Fred "Father" Davy                                                | 1965 |
| Third Girl                                                                                                 | A Terceira Moça                                                             | Poirot e a Terceira Inquilina / A Suspeita                 | Hercule Poirot Ariadne Oliver                                                 | 1966 |
| Endless Night                                                                                              | Noite Sem Fim                                                               | Noite Sem Fim                                              |                                                                               | 1967 |
| By the Pricking of My Thumbs                                                                               | Um Pressentimento Funesto                                                   | Caminho para a Morte                                       | Tommy e Tuppence                                                              | 1968 |
| Hallowe'en Party                                                                                           | A Noite das Bruxas                                                          | Poirot e o Encontro Juvenil / A Festa das Bruxa-           | Hercule Poirot Ariadne Oliver                                                 | 1969 |
| Passenger to Frankfurt                                                                                     | Passageiro para Frankfurt                                                   | Passageiro para Frankfurt / Destino: Frankfurt             |                                                                               | 1970 |
| Nemesis | Nêmesis                                                                     | Némesis                                                    | Miss Marple                                                                   | 1971 |
| The Golden Ball and Other Stories (15 contos - só EUA)                                                     | A Mina de Ouro                                                              |                                                            |                                                                               | 1971 |
| Elephants Can Remember                                                                                     | Os Elefantes Não Esquecem                                                   | Os Elefantes Não Esquecem / Os Elefantes têm Memória       | Hercule Poirot Ariadne Oliver                                                 | 1972 |
| Postern of Fate (final de Tommy e Tuppence e último romance que Christie escreveu)                         | Portal do Destino                                                           | Morte pela Porta das Traseiras / A Porta do Destino        | Tommy e Tuppence                                                              | 1973 |
| Poirot's Early Cases (18 contos)                                                                           | Os Primeiros Casos de Poirot                                                | Ninho de Vespas / Os Primeiros Casos de Poirot             | Hercule Poirot                                                                | 1974 |
| Curtain (último caso de Poirot, escrito na década de 40)                                                   | Cai o Pano                                                                  | Cai o Pano - O Último Caso de Poirot                       | Hercule Poirot Arthur Hastings                                                | 1975 |
| Sleeping Murder (último caso de Miss Marple, escrito na década de 40)                                      | Um Crime Adormecido                                                         | Crime Adormecido                                           | Gwenda Reed Giles Reed Miss Marple                                            | 1976 |
| Autobiography                                                                                              | Autobiografia                                                               | Autobiografia                                              |                                                                               | 1977 |
| Miss Marple’s Final Cases and Two Other Stories (8 contos)                                                 | Os Últimos Casos de Miss Marple                                             | O Mistério da Estrela da Manhã                             | Miss Marple                                                                   | 1979 |
| Testemunha da Acusação e Outras Peças (4 peças teatrais)                                                   | Testemunha da Acusação e Outras Peças                                       |                                                            | Hercule Poirot Superintendente Battle                                         | 1980 |
| The Harlequin Tea Set and Other Stories                                                                    | Poirot e o Mistério da Arca Espanhola e Outras Histórias                    |                                                            | Hercule Poirot Mr. Quin                                                       | 1997 |
| While the Light Lasts and Other Stories                                                                    | Enquanto Houver Luz                                                         | O Dilema                                                   | Hercule Poirot                                                                | 1997 |
| Black Coffee (peça de teatro de 1930, adaptada para o formato de romance por Charles Osborne)              | Café Preto                                                                  |                                                            | Hercule Poirot                                                                | 1997 |
| The Unexpected Guest(peça de teatro de 1958, adaptada para o formato de romance por Charles Osborne)       | O Visitante Inesperado                                                      |                                                            | Michael Starkwedder                                                           | 1999 |
| The Under Dog, Second Gong, Sanctuary and Other Stories                                                    | Poirot Sempre Espera e Outras Histórias                                     |                                                            | Hercule Poirot Miss Marple                                                    | 2008 |
| Spider's Web (peça de teatro de 1954, adaptada para o formato de romance por Charles Osborne)              | A Teia da Aranha                                                            | A Teia de Aranha                                           |                                                                               | 2008 |

*Ano de lançamento da versão original, não da brasileira ou portuguesa. Também não significa necessariamente o ano em que o livro foi escrito.

### Teatro
- 1930 Black Coffee - Adaptada para o formato de romance por Charles Osborne, publicado em 1997
- 1931 Chimneys - Adaptação para o teatro de seu romance The Secret of Chimneys, de 1925
- 1937 Akhnaton - A ação se passa no Egito Antigo, na época do faraó Aquenáton ou Amenófis IV, sua esposa Nefertiti e seu sucessor, Tutancâmon. Publicada em 1973
- 193? A Daughter's a Daughter - Escrita no final da década. Adaptada em 1952 para o formato de romance, que foi publicado sob o pseudônimo de Mary Westmacott
- 1943 And Then There Were None (O Caso do Dez Negrinhos ou E Não Sobrou Nenhum) - Adaptação para o teatro de seu romance Ten Little Niggers/And Then There Were None, de 1939
- 1945 Appointment with Death (Encontro com a Morte) - Adaptação para o teatro de seu romance do mesmo nome, de 1938
- 1946 Murder on the Nile/Hidden Horizon - Adaptação para o teatro de seu romance Death on the Nile, de 1937
- 1951 The Hollow (A Mansão Hollow) - Adaptação para o teatro de seu romance do mesmo nome, de 1947
- 1952 The Mousetrap (A Ratoeira) - Não se baseia em nenhuma outra obra anterior. Apresentada ininterruptamente desde 1952 em palcos londrinos
- 1953 Witness for the Prosecution (Testemunha de Acusação) - Baseada no conto constante em The Hound of Death and Other Stories, de 1933, e Witness For The Prosecution and Other Stories, de 1948
- 1954 Spider's Web - Não se baseia em nenhuma obra anterior. Adaptada para o formato de romance por Charles Osborne, publicado no ano 2000
- 1956 Towards Zero (A Hora H) - Adaptação para o teatro de seu romance Towards Zero, de 1944. Escrita com Gerald Verner
- 1958 Verdict (Veredito) - Não se baseia em nenhuma outra obra anterior
- 1958 The Unexpected Guest (Um Hóspede Inesperado / Uma Visita Inesperada) - Adaptada para o formato de romance por Charles Osborne, publicado em 1999
- 1960 Go Back for Murder (Retorno ao Assassinato)
- 1962 Rule of Three  - Três peças de um ato cada: Afternoon at the Seaside, The Rats e The Patient
- 1972 Fiddler's Three - Originalmente escrita com o título de Fiddler's Five, não chegou a ser publicada

* Os títulos em português referem-se às edições brasileiras

### Material não publicado
- Neve no Deserto (novela romântica)
- O Pateta de Greenshore (romance policial, com Hercule Poirot, expandido para a novela Dead man's Folly - A extravagância do morto)
- Chamada Pessoal (novela de rádio em tom sobrenatural, introduzindo o Inspetor Narracott - o "British National Sound Archive" - Arquivo Sonoro Britânico - dispõe de uma gravação)
- Manteiga num Prato de Alta Posição (novela de rádio de suspense policial, adaptado de The Woman and the Kenite)
- O Portão Verde (sobrenatural)
- A Noiva de Guerra (novela romântica/sobrenatural)
- O Caso da Bola do Cão (conto, com Poirot, expandido para o romance Dumb Witness e relacionado com o conto: Como cresce o teu jardim?)
- A mulher e o Kenite (horror)
- Mais Forte Que A Morte (sobrenatural)
- Sendo Voluntário Demais (novela romântica)
- A Última Sessão de Espiritismo (peça de teatro)
- Alguém à Janela (peça de teatro policial, adaptada do conto The Dead Harlequin)

### Novelas (Como Mary Westmacott)
Agatha Christie, para não prejudicar a sua reputação de "Rainha do Crime" usou o pseudônimo Mary Westmacott para publicar romances, todos estes livros têm essa categoria:
| Data | Título original           | Título no Brasil      |
| ---- | ------------------------- | --------------------- |
| 1930 | Giant's Bread             | Entre Dois Amores     |
| 1934 | Unfinished Portrait       | Retrato Inacabado     |
| 1944 | Absent in the Spring      | Ausência na Primavera |
| 1948 | The Rose and the Yew Tree | O Conflito            |
| 1948 | A Daughter's a Daughter   | Filha É Filha         |
| 1956 | The Burden                | O Fardo               |

## Não ficção
- 1946 Come, Tell Me How You Live
- 1977 Agatha Christie: An Autobiography

## Outras obras publicadas
- 1925 The Road of Dreams (Poesias)
- 1965 Star Over Bethlehem and Other Stories (histórias e poemas cristãos)
- 1973 Poems